# Børge Fristrup
Børge Nicolai Fristrup (født 15. april 1918 i København, død 19. marts 1985) var en dansk geograf, ekspeditionsdeltager og om nogen ekspert i den grønlandske indlandsis.

## Karriere
Fristrup blev student 1936 fra Gentofte Statsskole og cand.mag. i naturhistorie og geografi med zoologi som hovedfag i 1943. Han blev først medarbejder ved Danmarks geologiske Undersøgelser i forbindelse med brunkulslejerne i Jylland, men allerede i 1944 blev han ansat ved Københavns Universitets Geografiske Laboratorium hvor han arbejdede med biogeografi ved projektet "Atlas over Danmark", der blev ledet af Niels Nielsen. I 1948 blev han amanuensis.
Hans egentlige speciale blev imidlertid glaciologi, idet kan kom til at virke på Kebnekaise-stationen under Stockholms Universitet. Efter opholdet her kom han med på Pearylandekspeditionen under ledelse af Eigil Knuth. Under denne ekspedition foretog han glaciologiske og meteorologiske målinger, der førte videre til studier over de grønlandske gletsjeres "materialehusholdning" (tilgang og afgang af materiale), hvilket skulle blive hans karrieres fornemmeste indsats. Under det internationale geofysiske år (1957-1960) foretog han på vegne af Københavns Universitets Geografiske Institut undersøgelser af fire grønlandske gletsjere og studerede deres forskydninger i gletsjerfronten og deres materialehusholdning, der afspejler nutidens klimasvingninger. For sin forskning i denne forbindelse modtog han i 1971 Egede-medaljen fra Geografisk Selskab. Han modtog også Fortjenstmedaljen i sølv med spænde 1952.
Overvintringen i Pearyland gjorde Børge Fristrup til Danmarks førende geograf vedrørende grønlandske forhold, og fra 1963 var han lektor og leder af Geografisk Instituts Grønlands-afdeling. I en længere årrække opholdt han sig hver sommer i Grønland, og han var kendt for sin meget store viden, som han videreformidlede dels i lærebøger, dels i adskillige tidsskriftsartikler, ligesom han også i international sammenhæng havde ledende poster, blandt andet var han præsident for EGIG (Ekspedition Glaciologique International au Greenland) 1959-1961 og 1970-1975 Governor i The Board of Arctic Institute of North America. Børge Fristrup levede i en overgangstid og nåede at opleve både de gamle ekspeditioner i den tid, da hundeslæden var dominerende rejsemåde, og den hastige udvikling, der skete efter, at moderne teknik med fly og særlige transportmidler til kørsel på is og sne blev taget i brug.
Fristrup var videnskabelig forbindelsesofficer i Thule i den periode, hvor dr. Paul Siple og andre gennemførte deres pionerstudier over isen som materiale.

## Forfatterskab
- Børge Fristrup: Indlandsisen (Rhodos Bogforlag, København 1963)
- Børge Fristrup: The Greenland Ice Cap (Rhodos, Copenhagen 1966)
- Børge Fristrup: "Klimatologi og glaciologi" (i: Danmarks Natur bind 10: Grønland og Færøerne, Politikens Forlag 1971; ISBN 87-567-1497-1; s. 131-176)
- Børge Fristrup: The Greenland Ice Cap (1986)

### På internettet
- Børge Fristrup: "Peary Land. En foreløbig redegørelse for geografisk arbejde paa Dansk Peary Land Ekspedition" (Geografisk Tidsskrift, Bind 49; 1948)
- S. Jensen og Børge Fristrup: "Den arktiske klimaforandring og dens betydning, særlig for Grønland" (Geografisk Tidsskrift, Bind 50; 1950)
- Børge Fristrup: "Winderosion within the Arctic Deserts" (Geografisk Tidsskrift, Bind 52; 1952) (engelsk)
- Børge Fristrup: "De grønlandske føhnvinde" (Tidsskriftet Grønland 1953. Nr. 3).
- Børge Fristrup: "Istidens isfrie oaser" (Tidsskriftet Grønland 1953. Nr. 8).
- Børge Fristrup: "Permafrost" (Tidsskriftet Grønland 1953. Nr. 9).
- Børge Fristrup: "Recent investigations of the Greenland Ice Cap" (Geografisk Tidsskrift, Bind 58; 1959) (engelsk)
- Børge Fristrup: "Gletscherundersøgelser i Grønland under det geofysiske år" (Tidsskriftet Grønland 1959. Nr. 5).
- Børge Fristrup: "Studies of Four Glaciers in Greenland" (Geografisk Tidsskrift, Bind 59; 1960) (engelsk)
- Børge Fristrup: "Den internationale glaciologiske ekspedition" (Tidsskriftet Grønland 1960. Nr. 1).
- Børge Fristrup: "Nogle amerikanske undersøgelser på Grønlands indlandsis" (Tidsskriftet Grønland 1960. Nr. 8).
- Børge Fristrup: "Flydende isøer" (Tidsskriftet Grønland 1961. Nr. 5).
- Børge Fristrup: "Overvintringsstationer på indlandsisen I. Ekspeditioner før anden verdenskrig" (Tidsskriftet Grønland 1962. Nr. 7).
- Børge Fristrup: "Overvintringsstationer på indlandsisen II. Franske, britiske og amerikanske ekspeditioner 1947-1956" (Tidsskriftet Grønland 1962. Nr. 8).
- Børge Fristrup: "Overvintringsstationer på indlandsisen III. Amerikanske permanente stationer m. v." (Tidsskriftet Grønland 1962. Nr. 9).
- Børge Fristrup: "Hvad ved vi om indlandsisen?" (Tidsskriftet Grønland 1963. Nr. 2).
- Børge Fristrup: "Further Investigations of the Greenland Ice Cap" (Geografisk Tidsskrift, Bind 63; 1964) (engelsk)
- Børge Fristrup: "Ny geografisk station i Grønland" (Geografisk Tidsskrift, Bind 69; 1970)
- Børge Fristrup: "Ice Investigations" Arkiveret 18. december 2008 hos  Wayback Machine (University of Copenhagen 1970). ISBN 87-550-0006-1. (engelsk)
- Børge Fristrup og Jørgen Taagholt: "Geofysisk aktivitet i det nordøstlige Grønland" (Tidsskriftet Grønland 1973. Nr. 2).
- Børge Fristrup: "Thulebasens bagland: Indlandsisen" (Tidsskriftet Grønland 1977. Nr. 9).

## Nekrolog
- N. Kingo Jacobsen: "BØRGE FRISTRUP 15-4 1918 – 19-3 1985" Arkiveret 28. januar 2021 hos  Wayback Machine (Geografisk Tidsskrift, Bind 85; 1985)